# Arrondissements de la Guyane

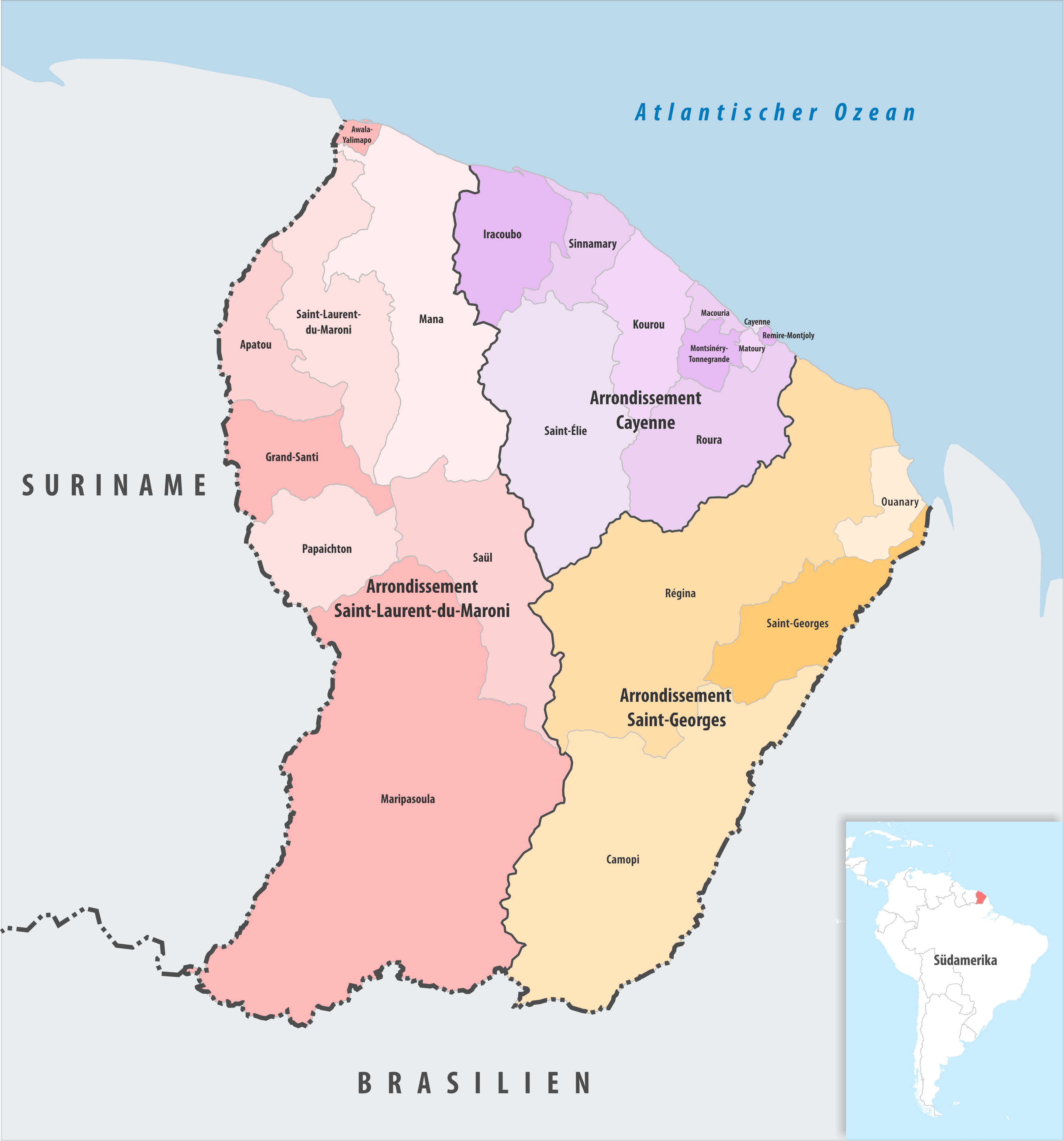
Les arrondissements de la Guyane en 2022

La Guyane comprend trois arrondissements.

## Composition
| Nom                                       | Code Insee | Superficie (km2) | Population (dernière pop. légale) | Densité (hab./km2) | Modifier             |
| ----------------------------------------- | ---------- | ---------------- | --------------------------------- | ------------------ | -------------------- |
| Arrondissement de Cayenne                 | 9731       | 17 028,90        | 181 303 (2022)                    | 11                 | modifier les données |
| Arrondissement de Saint-Georges           | 9733       | 25 560,00        | 8 735 (2022)                      | 0,34               | modifier les données |
| Arrondissement de Saint-Laurent-du-Maroni | 9732       | 40 945,00        | 98 344 (2022)                     | 2,4                | modifier les données |
| Guyane                                    | 03         | 83 533,90        | 288 382 (2022)                    | 3,5                | modifier les données |

## Histoire
- 1946 : la Guyane devient département d'outre-mer avec un arrondissement, celui de Cayenne.
- 1951 : le territoire de l'Inini devient l'arrondissement de l'Inini, avec un statut particulier et une administration spéciale.
- 1969 : suppression de l'arrondissement de l'Inini, remplacé par l'arrondissement de Saint-Laurent-du-Maroni.
- 2022 : Création de l'arrondissement de Saint-Georges par démembrement de celui de Cayenne.